# Волькенштайн (Рудные горы)
Волькенштайн (нем. Wolkenstein) — город в Германии, в земле Саксония. Подчинён административному округу Хемниц. Входит в состав района Рудные Горы.  Население составляет 3907 человека (на 31 декабря 2018 года). Занимает площадь 30,51 км². Официальный код  —  14 1 81 390.
Город подразделяется на 10 городских районов.
Достопримечательности:
- Замок Волькенштайн
- евангелическо-лютеранская церковь св. Варфоломея
- историческая Рыночная площадь со зданием ратуши и восстановленным дистанционным столбом